# Trò chơi thập niên 1940

## Trò chơi phát hành hoặc phát minh thập niên 1940
- Conflict (1940)
- Cluedo (1947)
- Scrabble (1948)